# Estación de Piéton
La estación de Piéton es una estación de tren belga situada en Chapelle-les-Herlaimont, en la provincia de Henao, región Valona.
Pertenece a la línea  de S-Trein Charleroi.

## Situación ferroviaria
La estación se encuentra en la línea 112 (Marchienne-Louvière).

## Intermodalidad
| Línea | Procedencia        | Parada      | Destino                    |
| ----- | ------------------ | ----------- | -------------------------- |
| 91    | ANDERLUES Monument | PIÉTON SNCB | MONTIGNY-LE-TILLEUL Vésale |
| 173   | PIÉTON SNCB        | PIÉTON SNCB | CHARLEROI Sud              |